# Список серий аниме Soul Eater
Аниме Soul Eater (яп. ソウルイーター со:ру и:та:) создано под руководством режиссёра Такуи Игараси. Анимацией и
музыкальным сопровождением аниме занимались студии Bones и Aniplex, но в создании аниме-сериала также приняли участие медиахолдинг Dentsu, издательство Media Factory и телекомпания TV Tokyo. Аниме-сериал основан на одноимённой манге авторства Ацуси Окубо. Суть сюжета - в приключениях Маки Албарн, «повелителя» из Академии Шинигами, и её партнёра, Соула Итера, одного из тех, кто может превращать своё тело в определённое оружие (в данном случае, это коса).

## Трансляции
Аниме-сериал транслировался на канале TV Tokyo с 7 апреля 2008 года по 30 марта 2009 года, всего вышел 51 эпизод. Позднее сериал вновь транслировался на различных каналах, включая TV Aichi, TV Hokkaido, TV Osaka, TV Setouchi и TVQ Kyushu Broadcasting. С 22 августа 2008 года по 25 августа 2009 года выходили DVD-издания телесериала (всего вышло около 13 отдельных изданий аниме), после чего было получено разрешение на лицензионное издание в виде 4 полусезонных бокс-сетов (лицензия Finimation). Также были изданы два Blu-ray-бокс-сета, на каждом из которых имелась как оригинальная дорожка аудио, так и английская; первый из них вышел 26 января 2011 года, а второй — 23 марта 2011 года. 30 сентября 2010 года аниме, уже под названием Soul Eater: Repeat Show, снова демонстрировалось в вещательной сетке TV Tokyo. 17 февраля 2013 года Soul Eater стартовал в анимационном блоке Adult Swim.

## Музыкальное сопровождение
В качестве музыкального сопровождения использовалось 6 музыкальных композиций: две в качестве открывающей темы аниме (опенинга) и четыре — в качестве закрывающей (эндинга). Первые 30 эпизодов в качестве опенинга играет композиция «Resonance» в исполнении T.M.Revolution, впоследствии её сменяет «Papermoon» от Tommy Heavenly6. Первые тринадцать эпизодов закрывает группа Stance Punks с треком «I Wanna Be», следующие 13 эпизодов (с 14 по 26) в качестве эндинга использована песня «Style» в исполнении Каны Нисино, далее на ещё 13 эпизодов её сменяет Soul’d Out’s Diggy-Mo с треком «Bakusō Yume Uta» (爆走夢歌), после чего до конца сериала закрывающей композицией служит «Strength» в исполнении Abingdon Boys School. При трансляции под названием Soul Eater: Repeat Show вместо вышеуказанных композиций использовались два дополнительных опенинга и два дополнительных эндинга:
- Эпизоды 1-12 — опенинг: «Counter Identity» в исполнении Unison Square Garden, эндинг: «Ao no Kaori» (碧の香り) в исполнении Юи Макино
- Эпизоды 13-51 — опенинг: «Ai ga Hoshii yo» (愛がほしいよ?) в исполнении Сион Туджи, эндинг: «Northern Lights» в исполнении How Merry Marry.[18]

## Список серий аниме
| 1 | Резонанс Душ: Соул Итер, станешь ли ты Косой Смерти? «Tamashii no Kyōmei ～Sōru Iitā, Desu Saizu ni Naru?～» (魂の共鳴～ソウル＝イーター、デスサイズになる？～)                                                        | 7 апреля 2008 г.    |
| Повелитель Мака Албан и её партнёр, человек-коса Соул Итер, уже собрали 99 душ, готовых стать Кишинами - душами повелителей-отступников, пожирающими другие души - и им осталось только добыть душу ведьмы, чтобы Соул смог называться Косой Смерти. Их внимание привлекает Блэр, по всем признакам являющаяся ведьмой. В процессе налёта на дом Блэр, последняя пытается соблазнить Соула, что у неё почти получается, но Соул и Мака разрубают её. Но когда Соул глотает душу Блэр, выясняется, что Блэр является кошкой-перевертышем, едва научившейся колдовать, что никак не делает её ведьмой. Шинигами-сама за непростительную ошибку конфискует у Маки и Соула все собранные до этого 99 душ и им придётся начать всё с нуля. | |                     |
| 2 | Это я, Звезда! Здоровяк выйдет на сцену? «Ore koso Sutā da! ～Mottomo Biggu na Otoko, Koko ni Arawaru?～» (俺こそスターだ！～最もビッグな男、ここに現る？～)                                                           | 14 апреля 2008 г.   |
| «Великий убийца» Блэк Стар и девушка-оружие Цубаки поймали за хвост удачу - они подобрались к зданию, где в тот момент находился Аль Капоне с сотней головорезов, а также ведьма Анджела, что даёт ему возможность превратить Цубаки в полноценную Косу Смерти. Однако ворвавшись внутрь Блэк Стар увидел, что все гангстеры перебиты телохранителем Анджелы - самураем Мифуне. Блэк Стар вступил с ним в бой, но из-за неопытности и самоуверенности был побеждён. Когда Мифуне пытается указать на ошибки Блэк Стара, последний использует внезапное нападение и всё же побеждает Мифуне и находит ведьму. Поняв, что Анджела — всего лишь беспомощная маленькая девочка, Блэк Стар решает не убивать ни Мифуне, ни Анджелу. Кроме того, он отказывается собирать души гангстеров, мотивируя это тем, что они не были убиты им.                                  | |                     |
| 3 | Идеальный мальчик? Великолепная миссия Смерти Младшего? «Kanpeki naru Shōnen? ～Desu Za Kiddo no Karei naru Misshon?～» (完璧なる少年? ～デス･ザ･キッドの華麗なるミッション？～)                                       | 21 апреля 2008 г.   |
| Сын Шинигами-сама, Смерть Младший, отправляется на охоту за душами в египетскую пирамиду Анубиса, внутри которой ведьма пытается воскресить злого фараона. Охота оборачивается кошмаром для Смерти Младшего из-за его одержимости симметрией, в результате которой он вынужден исправлять всё несимметричное, пока его оружие, сёстры Томпсон, собирают души, предназначенные для воскрешения. Когда же сам фараон появляется перед Смертью Младшим, тот неспособен атаковать его слишком симметричный саркофаг — только когда показывается сам фараон, совершенно уродливый, Смерть Младший атакует и уничтожает его. В процессе была уничтожена сама пирамида, в результате Смерть Младший в качестве наказания должен был отдать все души, собранные в пирамиде.                                                                                                | |                     |
| 4 | Вызов Охоты на ведьм!? Дополнительные занятия на кладбище? «Majogari Hatsudō!? ～Dokidoki Hakaba no Hoshū Jugyō?～» (魔女狩り発動!?～ドキドキ墓場の補習授業?～)                                                        | 28 апреля 2008 г.   |
| Так как Мака, Соул, блэк Стар и Цубаки на данный момент не имеют в запасе собранных душ, Шинигами-сама отправляет их на дополнительное занятие, провал которого будет означать исключение. Все четверо попадают на кладбище, где на них нападает Сид Баррет, их недавно почивший преподаватель, а ныне воскресший в виде зомби. Так как Сид был сильным повелителем, Мака и Соул пытаются использовать Резонанс душ «Охота на ведьм», но не могут должным образом его контролировать, в результате чего только Блэк Стар смог заманить Сида в ловушку и связать цепями. Показав Сида Шинигами-саме они получают новое задание - найти того, кто превратил Сида в зомби, а именно профессора Франкена Штейна, самого сильного повелителя из когда-либо заканчивавших Академию Шинигами.                                                                             | |                     |
| 5 | Очертание души: Появление сильнейшего повелителя Штейна? «Tamashii no Katachi ～Saikyō Shokunin Shutain Tōjō?～» (魂のかたち～最強職人シュタイン登場?～)                                                               | 5 мая 2008 г.       |
| Мака, Соул, Блэк Стар и Цубаки сталкиваются лицом к лицу с профессором Франкеном Штейном, безумным учёным в стёганом белом халате и с винтом в голове. Профессор практически сразу доказывает своё умение сражаться: он с лёгкостью побеждает Блэка Стара, а Маку, способную видеть человеческие души, повергает в отчаяние силой и размерами своей души. Соул, тем не менее, ещё способен уговорить Маку сражаться, и они создают прочный Резонанс душ, которого к сожалению недостаточно для победы над профессором. Позднее Штейн раскрывает, что вся битва между ними была подстроена Шинигами-самой специально для дополнительного занятия, которое они могут считать успешно проведённым. Мака, Соул, Блэк Стар и Цубаки возвращаются к учёбе в Академии Шинигами, а Франкен Штейн становится новым учителем их класса. К большому неудовольствию студентов. | |                     |
| 6 | Появление великого ученика! Первое появление Кида в Академии? «Uwasa no Shinnyūsei! ～Omoide Ippai, Kiddo no Shibusen Hatsu Tōkō?～» (噂の新入生！～想い出いっぱい、キッドの死武専初登校?～)                           | 12 мая 2008 г.      |
| Дез Кид (он же Смерть Младший), несмотря на то, что от рождения обладает всеми силами шинигами, решает стать учеником Академии Шинигами. Узнав об этом, Соул и Блэк Стар решают устроить ему «тёплое приветствие» и на время объединяются в качестве оружия и повелителя соответственно. Однако Кид разбивает их в пух и прах, так как уровень владения его оружиями, сёстрами Томпсон, у сына Шинигами-сама намного выше, чем у двух хулиганов, чьи дыхания душ не совпадают. Кид готовится разнести обоих своим особым Резонансом душ, но так как в предыдущей атаке лезвие Соула срезало клок волос у Кида, последний впадает в депрессию, и победа сомнительным путём достаётся Блэк Стару и Соулу. | |                     |
| 7 | Чёрная кровь разрушения! Оружие Хроны? «Kurochi no Kyōfu ～Kurona no Naka ni Buki ga Iru?～» (黒血の恐怖～クロナの中に武器がいる?～)                                                                                   | 19 мая 2008 г.      |
| В качестве задания, Мака и Соул отправляются в Италию, где им предстоит забрать злую душу. После выполнения этого задания, способность ощущать чужие души привлекает Маку в собор, где они встречают Хрону — повелителя демонического меча Рагнарёка, существующего внутри его тела в виде чёрной крови. В сражении у Хроны преимущества, так как чёрная кровь может твердеть защищая тело от повреждений, в то время как Мака может серьёзно пострадать из-за воздействий чёрной крови. В итоге Маке остаётся только бежать с поля боя, при этом оказывается ранен Соул. | |                     |
| 8 | Ведьма Медуза! Обладательница ужасающе злобной души? «Majo Medyūsa ～Ōinaru Kyō (Waru) ki Tamashii o Motsu Mono?～» (魔女メデューサ～大いなる凶(わる)き魂を持つ者?～)                                                  | 26 мая 2008 г.      |
| В самый последний момент появляются профессор Штейн и отец Маки, нынешняя Коса Смерти. Первоначально, кажется, что их как будто бы беспокоит способность Хроны превращать каждую каплю чёрной крови в оружие, но после они объединяют свои силы и побеждают противника, которого спасло лишь вмешательство ведьмы Медузы. Соулу зашивают рану, но Франкен Штейн тайно признаётся Косе Смерти, что Соул был заражён чёрной кровью и это будет иметь последствия несмотря на то, что он выздоровеет. Мака даёт клятву стать сильнее в присутствии школьной медсестры, в которой легко узнать ведьму Медузу. | |                     |
| 9 | Святой легендарный меч! Большое приключение Кида и Блэк Стара? «Seiken Densetsu ～Kiddo to Burakku☆Sutā no Dai Bōken～» (聖剣伝説～キッドとブラック☆スターの大冒険?～)                                                 | 2 июня 2008 г.      |
| Блэк Стар и Кид узнают об Экскалибуре, оружии, способном дать невообразимую мощь и силу, и отправляются за ним, чтобы обрести величие и славу, обещанные обладателю меча. Когда они находят его, то меч превращается в существо с крайне мерзким характером, благодаря которому Блэк Стар и Кид решают оставить меч в камне. Тем временем Коса смерти пытается ободрить Маку рассказом о том, откуда взялся демонический меч, и о том, как с этим связан Кишин, из-за которого была основана Академия Шинигами. | |                     |
| 10 | Клинок тьмы Масамуне! Грустная песнь сердца? «Yōtō Masamune ～Yabure Hyōi Tamashii, Ame ni Utau Kokoro?～» (妖刀マサムネ～破れ憑依魂、雨に詠う心?～)                                                                   | 9 июня 2008 г.      |
| Блэк Стар и Цубаки отправляются в далёкую деревню в поисках Клинка тьмы. Но что же случится, когда обитатели деревни начнут терроризировать Блэк Стара из-за его предков, а Цубаки узнаёт в Клинке своего родного брата? | |                     |
| 11 | Цветок камелии(Цубаки): что прячется за грустью? «Tsubaki no Hana～Kanashimi o Koeta Saki ni Aru Mono？～» (椿の花～悲しみを越えた先にあるもの？～)                                                                    | 16 июня 2008 г.     |
| Для того, чтобы победить Клинок тьмы, Цубаки приходится проникнуть в душу своего брата. | |                     |
| 12 | Храбрость побеждающая страх: важнейшее решение Маки Албарн? «Kyōfu ni Makenai Yūki～Maka=Arubān no Ichidai Kesshin？～» (恐怖に負けない勇気～マカ=アルバーンの一大決心？～)                                            | 23 июня 2008 г.     |
| В Академии всё идёт своим чередом. Но планы ведьмы Медузы на месте не стоят. | |                     |
| 13 | Мужчина с глазом демона: Дыхания души Соула и Маки не в резонанс? «Magan no Otoko～Sōru to Maka, Zure Yuku Tamashii no Hachō？～» (魔眼の男～ソウルとマカ、ズレゆく魂の波長？～)                                       | 30 июня 2008 г.     |
| Штейн устраивает необычную тренировку. Что же из этого выйдет? | |                     |
| 14 | Большой письменный экзамен: Биться, нервничать, суетиться? «(Chō) Hikkishiken～Dokidoki, Wakuwaku, Sowasowa, Usōn？～» ((超)筆記試験～ドキドキ、ワクワク、ソワソワ、ウソーン？～)                                      | 7 июля 2008 г.      |
| В Академии все готовятся к большому экзамену. Каждый готовиться сдать его по-своему. | |                     |
| 15 | Чёрный дракон, пожирающий души: Испуганная Лиз и её милые помощники? «Tamashii o Kū Kuroki Ryū～Okubyō Rizu to Yukai na Nakamatachi?～» (魂を食う黒き龍～臆病リズと愉快な仲間たち？～)                                 | 14 июля 2008 г.     |
| Очередная миссия Кида и сестёр Томпсон. | |                     |
| 16 | Ожесточённые бои! Корабль-призрак: Ад в моей голове? «Gekitō! Yūreisen～Boku no Atama no Naka no Jigoku？～» (激闘！幽霊船～ボクの頭の中の地獄？～)                                                                    | 21 июля 2008 г.     |
| Кид и сёстры Томпсон встречаются с Хроной на борту корабля-пожирателя душ. | |                     |
| 17 | Легенда о священном мече 2: погнали пить, драться, кутить, транжирить? «Seiken Densetsu 2～Nomu, Utsu, Kau, Ittoku？～» (聖剣伝説2～飲む、打つ、買う、いっとく？～)                                                    | 28 июля 2008 г.     |
| Экскалибур возвращается. | |                     |
| 18 | Предпраздничный кошмар: Занавес, наконец, поднят? «Zenyasai no Akumu～Soshite Tobari wa Agatta？～» (前夜祭の悪夢～そして幕は上がった？～)                                                                             | 4 августа 2008 г.   |
| В городе Смерти праздник в честь основания Академии. | |                     |
| 19 | Начало подземной битвы: Прорыв сквозь Векторные Стрелы Медузы? «Kaishi, Chika Kōbōsen～Toppaseyo, Medyūsa no Bekutoru Arō?～» (開始、地下攻防戦〜突破せよ、メデューサのベクトルアロー?～)                              | 11 августа 2008 г.  |
| Вся Академия пытается противостоять Медузе и её плану освобождения Кисина. | |                     |
| 20 | Битва Резонансов Чёрной крови! Большое противостояние маленькой души страху? «Kurochi no Kyōmei Ikusa!～Kyōfu ni Hamukau Chiisana Tamashii no Taifuntō？～» (黒血の共鳴戦！～恐怖に刃向かう小さな魂の大奮闘？～)       | 18 августа 2008 г.  |
| Ученики начинают погоню по подземелью Академии за командой Медузы. | |                     |
| 21 | Уведомление, моя душа. Сердце сохло во время невыносимого одиночества? «Todoke, Watashi no Tamashii～Kawaita Kokoro, Tamaranai Kodoku no Naka de.？～» (届け、私の魂～乾いた心、たまらない孤独の中で.？～)             | 25 августа 2008 г.  |
| У Хроны было несчастное детство, и только Мака сможет его пожалеть. | |                     |
| 22 | Святилище печати: Ловушка подстроенная бессмертным? «Fūin no Yashiro～Fujimi no Otoko ga Shikaketa Karakuri？～» (封印の社～不死身の男が仕掛けたからくり？～)                                                          | 1 сентября 2008 г.  |
| Штайн сражается с Медузой, а его ученики пытаются помешать её команде. | |                     |
| 23 | Живым или Мёртвым! В разрыв между Воскрешением и Галлюцинацией? «Deddo oa Araibu!～Fukkatsu to Genkaku no Hazama de？～» (デッド オア アライブ！～復活と幻覚の狭間で？～)                                              | 8 сентября 2008 г.  |
| Кисин пробуждается после 800-летнего заточения. | |                     |
| 24 | Битва Богов: Город Смерти может быть разрушен? «Kamigami no Tatakai～Desushiti Hōkai no Kiki ni？～» (神々の闘い～デスシティ崩壊の危機に？～)                                                                          | 15 сентября 2008 г. |
| Эпическая битва богов. | |                     |
| 25 | Слёт Кос Смерти! Предотвратим увольнение папы!!? «Shōshū! Desu Saizusu～Fusege Papa no Jinjiidō!!?～» (召集！デスサイズス～ふせげパパの人事異動!!?～)                                                                  | 22 сентября 2008 г. |
| Синигами-Сама призывает Косы Смерти со всего мира. | |                     |
| 26 | Радостная и смущающая школьная жизнь! Начало новой честной жизни в Академии? «Ureshi Hazukashi Taiken Nyūgaku!～Shibusen Shinseikatsu Ōen Fea Kaisaichū?～» (嬉し恥ずかし体験入学！～死武専新生活応援フェア開催中？～) | 29 сентября 2008 г. |
| Маку, Соула и Хрону с Рагнарёком отправляют в Чехию усмирить взбунтовавшегося голема. | |                     |
| 27 | 800 кровожадных лет. Возвращение ведьмы-отступницы? «800-nen no Satsui～Itan no Majo Kōrin?～» (800年の殺意～異端の魔女降臨？～)                                                                                       | 6 октября 2008 г.   |
| Герои сталкиваются с Арахной — ведьмой-еретиком. | |                     |
| 28 | Возвращение святого меча. Сладкий или солёный вкус? «Sword Saint Rises: A Sweet or a Salty Taste?～» (～) | 13 октября 2008 г.  |
| Во время нового задания Блэк Стар снова сталкивается с Мифунэ — таинственным самураем. | |                     |
| 29 | Возвращение Медузы! Змея и Паук — предначертанная встреча? «Medusa's Revival! Spider and Snake, Fate's Reunion?~» (～)                                                                                                 | 20 октября 2008 г.  |
| Медуза возвращается в облике маленькой девочки. | |                     |
| 30 | Жаркая погоня за бешеным поездом! Адская машина — наследие великого изобретателя? «Red Hot's Runaway Express! The Demon Tool Left Behind by the Great Demon Guru?~» (～)                                               | 27 октября 2008     |
| Кид и сёстры Томпсон отправляются в Сахару на охоту за поездом, превращённым талантом Эйбона в адскую машину. Но кто помогал гению? | |                     |
| 31 | Украденное счастье: Чьи слёзы блестят при свете луны? «Drying Happiness: To Whom do you Shed Tears in the Moonlight Shine?~» (～)                                                                                      | 3 ноября 2008       |
| Хрона пытается привыкнуть к новой жизни. | |                     |
| 32 | Легенда о Священном Мече 3: Сказание о задире из Академии. «Holy Legendary Sword 3: Shibusen's Gang Leader Tale?~» (～)                                                                                                | 10 ноября 2008      |
| Очередное появление Экскалибура. Что будет если неумеющий отказывать лузер станет непобедимым? | |                     |
| 33 | Групповой резонанс. Звучи,мелодия наших душ. «Resonance Chain: Playing the Soul's Melodies?~» (～) | 17 ноября 2008      |
| Групповой резонанс душ даёт огромную силу. Осталось только научиться работать в команде. | |                     |
| 34 | Схватка за Брю! Академия против Арахнофобии? «Brew Contest! Clash, Shibusen vs. Arachnophobia?~» (～) | 24 ноября 2008      |
| Академия и Арахнофобия сражаются за Брю — мощнейший магический артефакт. | |                     |
| 35 | Рандеву с Москито! Вспомним былое, хоть на 10 минут «Mosquito's Storm! Old Days World's Time Limit is 10 Minutes?~» (～)                                                                                               | 1 декабря 2008      |
| Герои сражаются с помощником Арахны — вампиром Москито. Только теперь он не тот маленький старичок, что раньше. | |                     |
| 36 | Реализация, Цепной резонанс семи человек! — Концерт созидания и разрушения «Release, Seven People's Resonance Chain! - Concert of Creation and Destruction?~» (～)                                                     | 8 декабря 2008      |
| Групповой резонанс помог в битве, но только после того как Соул сделал его мощнее чем раньше. Вот только какова будет цена за это усиление? | |                     |
| 37 | Первый великий сыщик в деле. Секреты Академии, предоставляемые Киду «A Great Detective's First Case - Shibusen's Secret Exposed by Kid?~» (～)                                                                         | 15 декабря 2008     |
| Кид пытается выяснить, что движет его отцом, собирающем коллекцию адских машин, среди которых и Брю. | |                     |
| 38 | Искушение Асуры — Неконтролируемая Злоба Важного Человека? «Asura's Temptation - The Big Man's Uncontrollable Irritation?~» (～)                                                                                       | 22 декабря 2008     |
| Арахна находит себе нового союзника — безумного Кисина. | |                     |
| 39 | Побег Хроны — Улыбнись мне, пожалуйста «Crona's Escape - Your Smile, Please?~» (～) | 5 января 2009       |
| Хрона, страдающая от того, что вынуждена предавать Академию и своих новых друзей, сбегает, а её мать — Медуза, сама приходит в Академию. | |                     |
| 40 | Перемешанные карты. Медуза сдаётся Академии «The Shuffled Cards - Medusa Surrendering to Shibusen?~» (～) | 12 января 2009      |
| Медуза убеждает Синигами, что она союзник Академии. Для этого она отдаёт ему Брю, который по её приказу подменили прямо под носом у Москито | |                     |
| 41 | Крыша едет не спеша. Безумные пляски профессора «Round and Round It Goes - The Professor Dances, a New World?~» (～)                                                                                                   | 19 января 2009      |
| Штайн борется со своим безумием. | |                     |
| 42 | В бой. Замок Бабы Яги. Почему всё запуталось «Charge! Baba Yaga's Castle - Why is Everything Suddenly so Unclear?~» (～)                                                                                               | 26 января 2009      |
| Битва у замка Бабы-Яги. | |                     |
| 43 | Последний инструмент Демона. Невыполнимая миссия безоружного Кида? «The Last Demon Tool - The Weaponless Kid's Impossible Mission?~» (～)                                                                              | 2 февраля 2009      |
| Кид, Патти и Лиз разыскивают ключ для адской машины Брю. | |                     |
| 44 | Слабая Крона определяется — Ради той, которая всегда была на моей стороне? «Coward Crona's Determination - For You, Who Are Always By My Side?~» (～)                                                                  | 9 февраля 2009      |
| Мария и Хрона находят убежище Медузы, Мака и Соул идут по их следу | |                     |
| 45 | Антидемоническое дыхание души: яростная атака, ненависть охотников на демонов? «Demonslayer's Wavelength: Fierce Attack, Hatred of the Demon Hunter?~» (～)                                                            | 16 февраля 2009     |
| Битва Маки с Соулом и Марии с Хроной против Медузы и Штейна. | |                     |
| 46 | Храбрость? Кровопролитие? Решающая битва: Мифуне против Блэк Стара? «Bravery? Bloodshed? Decisive Battle, Mifune vs. Black Star?~» (～)                                                                                | 23 февраля 2009     |
| Мифунэ смог когда-то победить отца Блэк Стара — Уайт Стара, но Блэк Стар не готов сдаваться. | |                     |
| 47 | Чудесное превращение в гневе: Наш Город Смерти — робот? «The Miracle of Overturning a Table in Anger: Our Death City's Robot?~» (～)                                                                                   | 2 марта 2009        |
| Брю превращает город Смерти в гигантского робота. | |                     |
| 48 | Оружие (Коса Смерти) Шинигами: на пути к неопределённости, покрытом тьмой? «The Weapon (Death Scythe) Shinigami Had: Towards Uncertainty, Filled with Darkness?~» (～)                                                 | 9 марта 2009        |
| Битва Синигами и Кисина. | |                     |
| 49 | Пробуждение Асуры — Грядёт Конец света? «Asura Awakening - Towards the End of the World?» (～) | 16 марта 2009       |
| Теперь только ученики Академии могут победить Кисина. | |                     |
| 50 | Принимая Игру? — Человек удививший Бога «Taking a Gamble?! - The Men Who Surpass God» (～) | 23 марта 2009       |
| Битва в душе Соула. | |                     |
| 51 | Пароль — Отвага! «The Password Is Courage!» (/конец/) | 30 марта 2009       |
| Последняя битва с Кисином. Смогут ли ученики Академии противостоять великому демону? | |                     |

## Издания на DVD/Blu-Ray
| Название        | Дата издания        | Количество дисков | Эпизоды |
| --------------- | ------------------- | ----------------- | ------- |
| Часть Первая    | 9 февраля 2010 года | 2                 | 1-13    |
| Часть Вторая    | 30 марта 2010 года  | 2                 | 14-26   |
| Часть Третья    | 1 июня 2010 года    | 2                 | 27-39   |
| Часть Четвёртая | 27 июля 2010 года   | 2                 | 40-51   |

| Имя                  | Дата издания        | Количество дисков | Эпизоды |
| -------------------- | ------------------- | ----------------- | ------- |
| Коллекция Повелителя | 24 мая 2011 года    | 4                 | 1-26    |
| Коллекция Оружия     | 9 августа 2011 года | 4                 | 27-51   |

| Название                         | Дата издания        | Количество дисков | Эпизоды |
| -------------------------------- | ------------------- | ----------------- | ------- |
| Пожиратель душ. Сериал полностью | 20 ноября 2012 года | 8                 | 1-51    |